# إلفيس جوزيف
إلفيس جوزيف (بالإنجليزية: Elvis Joseph)‏ هو لاعب كرة قدم أمريكية أمريكي، ولد في 30 أغسطس 1978 في أبرشية سانت مايكل في باربادوس.

## وصلات خارجية
- إلفيس جوزيف على موقع مرجع كرة القدم المحترفة.كوم (الإنجليزية)